# Giuseppe Raddi
Giuseppe Raddi, född den 9 juli 1770 i Florens, död den 6 september 1829 på Rhodos, var en italiensk botanist.
Raddi företog en botanisk resa i Brasilien 1817-18 och var 1828-29 medlem av Champollions expedition till Egypten för hieroglyfundersökningar. 
Han författade Synopsis filicum brasiliensium (1819), Agrostographia brasiliensis (1823), Plantarum brasiliensium nova genera (1825) med mera.
Auktorsnamnet Raddi kan användas för Giuseppe Raddi i samband med ett vetenskapligt namn inom botaniken; se Wikipediaartiklar som länkar till auktorsnamnet.